# 烏孫

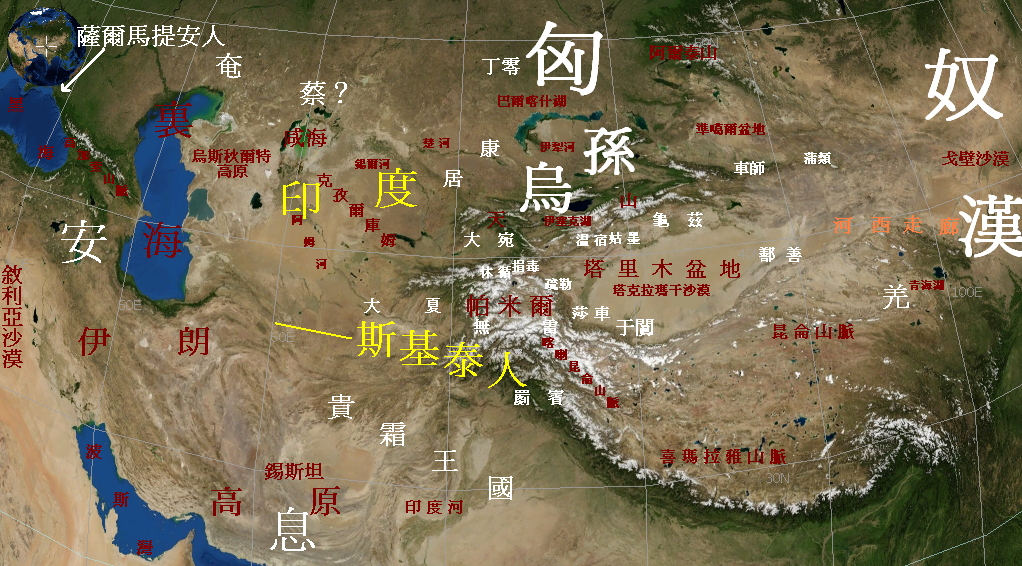
烏孫與周邊國家（漢代）

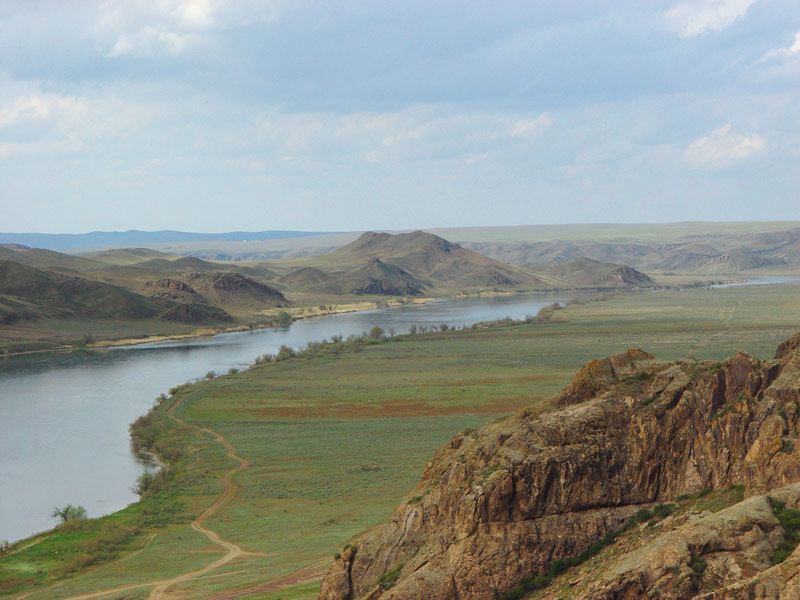
伊犁河一瞥

烏孫是一個西漢時由烏孫人在西域建立的游牧民族國家，位於現今吉爾吉斯斯坦、中國新疆和哈薩克斯坦的交界處，巴爾喀什湖東南、伊犁河流域，立國君主是獵驕靡。
烏孫國首領稱為“昆莫”或“昆彌”。西漢文帝時，被匈奴擊潰的月氏攻擊烏孫的牧地，烏孫族大敗，昆莫難兜靡被殺害。匈奴冒頓單于收留烏孫餘部，孫兒軍臣單于約於前161年指派獵驕靡率領烏孫遠征伊犁河、楚河流域的大月氏，烏孫軍大獲全勝，隨後獵驕靡在那裡建立了一個國家，以族名“烏孫”為国名。匈奴通過烏孫間接控制了從伊犁河流域西抵伊朗高原的交通線。雖然軍臣單于死後，烏孫國便「不肯復事匈奴」，但是很長時間內一直羈屬匈奴。烏孫國曾經是西域最強大的國家，後來與西漢建交，西漢宣帝時分裂為二，5世紀為柔然所滅。
前蘇聯學者認為烏孫文化是操印欧语系的塞人（塞迦，即薩迦或塞克，斯基泰人）文化的繼承和發展，並稱塞－烏孫文化，烏孫文化時期是前300年－300年。亦有其他外國學者進行考古研究時為塞克文化及烏孫文化定下時限（Saka/Wusun period，前600-400年）。中國新疆社會科學院歷史研究所的學者推斷在先秦时期烏孫自號「昆」，是一個古老的西戎部落，春秋戰國時代與月氏遊牧於河西走廊。

## 歷史

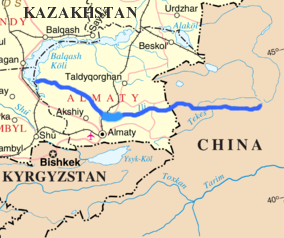
伊犁河位置圖

### 西漢以前
烏孫這個部落不是西遷伊犁河流域才建立自己的國家，《史記·大宛列傳第六十三》：「臣（張騫）居匈奴中，聞烏孫王號昆莫，昆莫之父，匈奴西邊小國也。」，《漢書·張騫李廣利傳》：「天子數問騫大夏之屬。騫既失侯，因曰：『臣居匈奴中，聞烏孫王號昆莫。昆莫父難兜靡本與大月氏俱在祁連、焞煌間，小國也。』」，反映烏孫族早在西漢以前已在河西走廊建國。春秋戰國以前烏孫曾在現今寧夏固原一带游牧，其後他們才逐渐遷徙到河西地區。

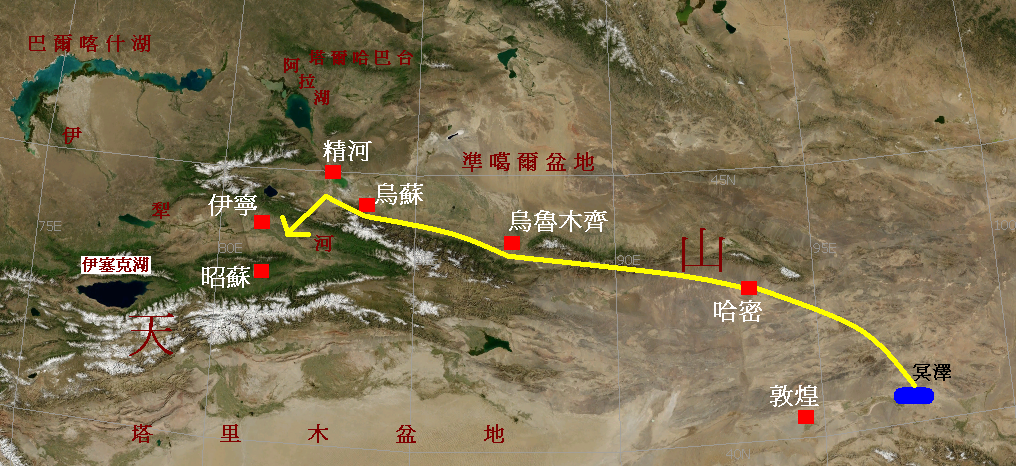
烏孫的可能西遷路線

有中國學者認為當時烏孫在河西走廊的國家不是歷史意義上的烏孫國，推斷先秦時烏孫族自號「昆」，是一個西戎部落，先秦典籍稱「昆」為「昆戎」、「緄戎」、「混夷」，如《孟子·梁惠王章》：「惟仁者能以大事小，是故汤（商湯）事葛，文王（周文王）事混夷（昆人）。」。「烏孫」這個名稱最早要在西漢的《史記》才出現。
後來月氏攻擊烏孫，烏孫族大敗，昆莫難兜靡被殺害。《烏孫研究》提及雖然大多學者相信漢書所載月氏殺害烏孫昆莫難兜靡，但是有關事件有可疑之處，有需要進行深入的論證。
傳說難兜靡被殺時，獵驕靡還在襁褓中，被遺棄荒野。烏鴉找肉餵養獵驕靡，狼又為他哺乳。匈奴冒頓單于感到奇怪，認為獵驕靡是神，於是決定養育他。難兜靡之子獵驕靡長大後「自請單于報父怨」，並得到匈奴單于的幫助，趕走伊犁河流域的月氏，約在西漢文帝後元三年至後元四年（前161年-前160年）舉族西遷至那裏復國。不過，加拿大漢學家蒲立本對血族復仇（vendetta）是烏孫攻擊月氏的原因感到懷疑。他認為復仇這個原因可能是子虛烏有，只是《漢書》作者為了加強戲劇效果而添加的情節。再者，烏孫族內本來就包含塞人（塞迦）及月氏。烏孫西遷伊犁河下游後，相信獵驕靡得知匈奴單于佔用族人原本在河西走廊的牧地，並且設王分治，以自己的族名「昆」命名為「昆邪王」（史書又稱「渾邪王」）。匈奴單于的做法觸犯「昆」的名諱，於是不用昆命名改用「烏孫」為部族的名稱。
儘管學者一般相信烏孫在河西走廊居住過，日本漢學家松田壽男曾經提出烏孫的原居地不在河西走廊，而是在位於博格達山北麓。他說正如另一位日本漢學家加藤繁指出，《史記》並沒有記載烏孫曾經在河西走廊居住過，《漢書》則有記載，卻只不過是《漢書》的編者誤解《史記·大宛列傳》的內容而導致。加藤繁稱倘若《史記》和《漢書》的內容自相矛盾，應該以前者為準。松田壽男指杜佑的《通典·州郡典》載：「庭州（金滿縣，今烏魯木齊以東，昌吉回族自治州吉木薩爾縣）在流沙之西北，前漢烏孫之舊壤，後漢車師後王之地，歷代為胡虜所居」，《舊唐書·地理志》：「流沙州北（應為西北），前漢烏孫舊地，方五千里。後漢車師後王庭。胡故庭有五城，俗號『五城之城』」。松田壽男又指出《舊唐書》所介紹的五城即別失八里（庭州），因此烏孫原居地的範圍似乎卻不限於吉木薩爾縣，可能包括吉木薩爾縣至烏魯木齊的所有綠洲，也就是博格達山北麓。

### 與漢建交
西漢武帝建元四年（前139年），張騫出使西域的大月氏，打算與大月氏人结盟夾擊匈奴，可是無功而回。隨後漢武帝展開反擊匈奴的戰爭，在武帝元光二年（前133年）發起馬邑之戰。在佔領河南後，又發動河西之戰，漢軍節節勝利，至武帝元狩四年（前119年）終於出現「而金城（蘭州）、河西西並南山至鹽澤（今羅布泊）空無匈奴」。同年，張騫認為聯合烏孫國強大，能切斷匈奴右臂，向漢武帝建議拉攏烏孫國，「可厚賂招，令東居故地，妻以公主，與為昆弟，以制匈奴」。三年後張騫奉漢武帝之命向烏孫建議返回敦煌祁連間故地，以便與漢朝共同對抗匈奴。
當時烏孫國國家分裂。太子蚤已逝，烏孫昆莫獵驕靡答應他以其子岑陬（封號，名叫軍須靡）為太子的請求，引起太子弟弟大祿不滿。大祿握有兵權，計劃起兵殺害軍須靡。獵驕靡為保護軍須靡，便給他萬餘騎兵到別處自立。獵驕靡自己另掌萬餘騎兵自保，未能直接控制全國所有兵力。他接見張騫，可是沒有答應張騫的與漢結盟的請求。獵驕靡認為「年老國分，不能專制」，而且大臣不了解漢的國勢，又畏懼匈奴，烏孫不可能遷回故地。
獵驕靡派數十名使節隨張騫，使節見識到西漢國勢強盛，促使烏孫國考慮與漢結盟。匈奴單于獲知烏孫與漢朝建立了聯繫，企圖攻打烏孫國。獵驕靡瞭解西漢當時正積極與西域各國建交，便請與漢朝聯姻，結為昆弟，尋求支援。於是漢武帝在元封三年(前108年)，以宗室劉建之女細君公主下嫁獵驕靡。匈奴得知烏孫與西漢聯姻以後，亦遣派一名本族女子與獵驕靡成婚，獵驕靡立她為左夫人。獵驕靡同時與漢及匈奴聯姻，代表他只是跟漢建立外交關係，尚未決定與匈奴決裂。不久獵驕靡逝世，軍須靡即位，細君公主隨後在元封6年（前105年）逝世後，漢武帝馬上把楚王之女解憂公主嫁給軍須靡，維持姻親關係。軍須靡死，弟翁歸靡為昆莫，娶解憂公主。她遠比細君公主活得長久，漢對於烏孫的影響力日益增加。

### 西漢烏孫聯盟
西漢昭帝末年，烏孫受到匈奴和車師的聯軍攻擊，解憂公主上書求西漢朝廷出兵救烏孫。適逢昭帝駕崩，漢朝廷沒有派遣援兵。宣帝即位後，經解憂公主及昆莫分別遣使，宣帝命田廣明等五將率領十五萬騎兵與烏孫軍夾擊匈奴。宣帝本始三年（前71年），烏孫昆莫翁歸靡親率五萬騎兵自西進攻匈奴右谷蠡王庭，大勝。自此以後，匈奴由盛轉衰，逐漸退出西域，烏孫成為西域最強大的國家，昆莫翁歸靡決定擺脫匈奴，與西漢結盟。宣帝元康二年（前64年），翁歸靡上書，「願以漢外孫元貴靡（解憂公主之子）為嗣，得令復尚漢公主，結婚重親，叛絕匈奴」，宣帝答允，烏孫與西漢的聯盟正式被確立。不過，由於匈奴自本始三年（前71年）起，力量日削，西漢能夠憑藉一己之力應付匈奴，西漢通過聯姻保持與烏孫結盟的基礎實已消失。

### 西漢屬國
匈奴日逐王與握衍朐鞮單于不和，降漢，而且親匈奴的車師軍隊被西漢軍隊打敗，匈奴無法繼續控制西域。西漢取代匈奴在西域的位置，宣帝在神爵三年設西域都護府，長官都謢負責管理西域事務，烏孫的一舉一動受到西域都護府的監視。
西漢宣帝（前60年）神爵二年，翁歸靡死，元貴靡未能順利繼承昆莫之位，烏孫貴族擁立了擁有匈奴血統的泥靡（軍須靡之子，《漢書》中稱狂王），西漢朝廷不滿。西漢與烏孫的聯姻中止。因為西漢不需要聯合烏孫共同對抗匈奴，所以解憂公主的任務是為漢控制烏孫。狂王之立既不合西漢朝廷的意思，又因殘暴失去烏孫國國人的支持，解憂公主與漢使者魏如意及任昌合謀刺殺狂王，失敗。西漢首次干涉烏孫內政，最終引發烏孫內亂。
狂王失勢，宣帝（前53年）甘露元年，堂兄弟烏就屠（翁歸靡與一匈奴女子之子）叛變，起兵殺死狂王。宣帝派遣破羌將軍辛武賢討伐烏就屠。西域都護鄭吉遣烏孫右大將之妻馮嫽（解憂公主的侍者）勸降烏就屠。最後宣帝冊封元貴靡為大昆彌，烏就屠為小昆彌，並賜印綬。烏孫國最終成為西漢的屬國。隨後漢為大小昆彌分地界與及人民，大昆彌六萬餘戶，小昆彌四萬餘戶，可是烏孫國人的心偏向小昆彌。
大昆彌元貴靡死後，子星靡繼位，懦弱無能，讓西漢能夠進一步控制烏孫。西漢竭盡全力扶持星靡，先遣馮嫽率領百人前往烏孫鎮撫星靡，又接納都護韓宣的建議，賜烏孫高官大吏、大祿、大監金印紫綬，以輔助星靡。之後都護韓宣提出罷黜星靡，元帝沒有同意。
大、小昆彌之間矛盾不斷，《漢書·西域傳》記載，為調解矛盾，「漢用憂勞，且無寧歲」。西漢成帝鴻嘉末（前18或前17年），末振將成為小昆彌，當時大昆彌雌栗靡很有威信，末振將擔心自己地位不保，派人刺殺雌栗靡。漢扶立雌栗靡的叔父伊秩靡為大昆彌，末振將被伊秩靡的部下所殺後，漢馬上派兵殺死末振將太子番丘。末振將之弟卑爰疐率領八萬人投靠康居，經常發兵攻打烏孫，企圖吞併大、小昆彌的部眾。最後被都護孫建領兵襲殺。

### 衰亡
東漢以後，有關烏孫的史料相當缺少。東漢的明帝、章帝年間，烏孫國仍然由大小昆彌分治，國勢衰弱，《漢書·西域傳》：「兩昆彌皆弱」。

帕米爾高原

公元五世紀以前，烏孫國與中原政權仍然保持聯繫。烏孫曾經向曹魏政權進貢，「無歲不奉朝貢」。
烏孫國國勢久衰，先後遭到鮮卑首領檀石槐於147年－約167年間及拓跋首領鬱律於318年等多次重創。烏孫可能並未因此南遷蔥嶺（帕米爾高原），而是避居天山山中。
魏晉南北朝初年，原小昆彌境内出現了一个新的國家──悦般，西邊大昆彌所统治的地方則仍為烏孫國。及至北魏一統北方，烏孫都有向中原政權進貢。北魏太武帝拓跋燾在位其間，北方逐漸統一，北魏國勢日益強盛。拓跋燾希望挑戰柔然，經營西域。拓跋燾曾經在太延三年（437年），派遣董琬、高明等出使西域，途經烏孫，受到烏孫王的禮待。
早在太延三年（437年）之前，蒙古高原的柔然曾經數次攻打烏孫國。柔然可能曾經與悦般聯手，夾擊烏孫，烏孫被迫西遷天山山中，時間可能是柔然君主社侖〔402年－410年〕或後來的斛律（410年－414年）在位其間。烏孫約在五世紀初至五世紀中葉南遷至蔥嶺。他們被塞人（塞迦）所同化，不再獨立成國，在史籍上消失。最后提及烏孫的是遼代文件，说有一烏孫国王府。

## 語源
「烏孫」可以有兩種含意。烏孫這個族名應該是突厥語的音譯，很可能有「團結」、「聯合」的含意，大多數學者同意這個說法。突厥語有字根「Udi」，有「凝固」、「凝結」、「跟著……走」之意，引申為「團結」、「聯合」，「sun」類似賓語。「Udi」+「sun」→「Uyi」+「sun」=「Uy」+「sun」，讀「Uysun」，烏孫就是譯音。研究突厥語的學者認為「Uysun」應該有「團結」、「聯合」的含意。但是“烏”字的上古漢語讀音並不是u而是魚部a。
另一種解釋是烏孫即崇拜黑色的意思，以中國史學專家何光岳為代表。他認為焉耆及烏孫曾經在中國山東孝義縣漹水一帶居住，當地有一種鳥名叫焉鳥，兩族共以焉鳥為圖騰。因為焉含有紅色之意，而焉鳥一身羽毛有紅黑之分，所以焉耆尚紅，烏孫尚黑。
白烏庫吉說烏孫與阿史那一名解跳躍，源自薩滿教跳神儀式。他們的語言是突厥語，因為他們的北方是西丁零。張西曼曾說烏孫有一種艾斯克字母。

## 地理

### 國土

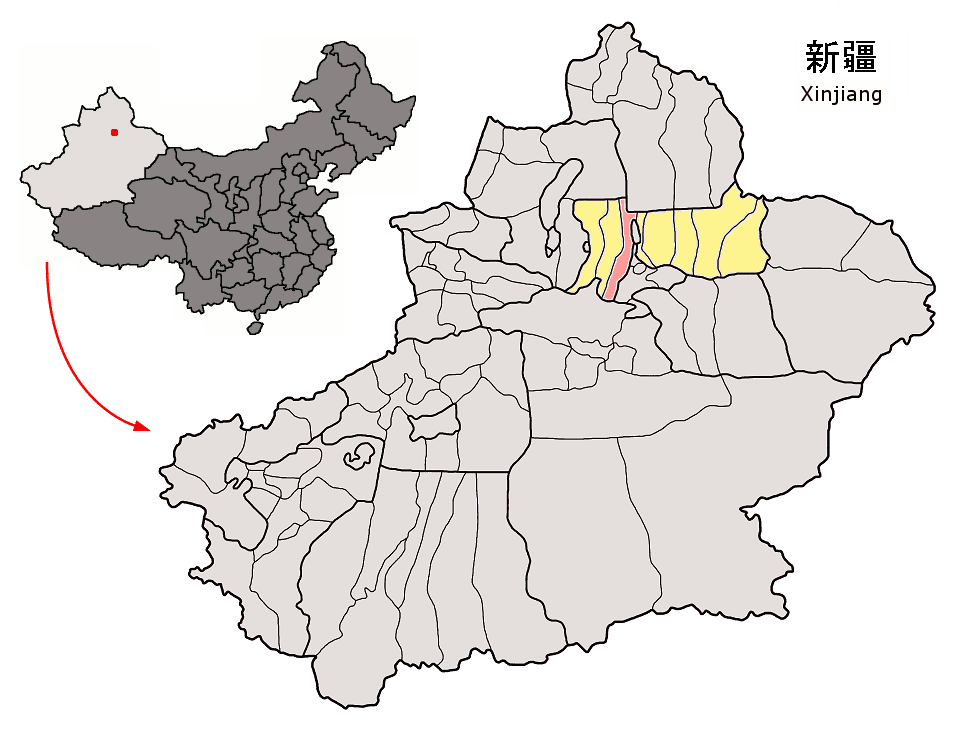
今天的瑪納斯

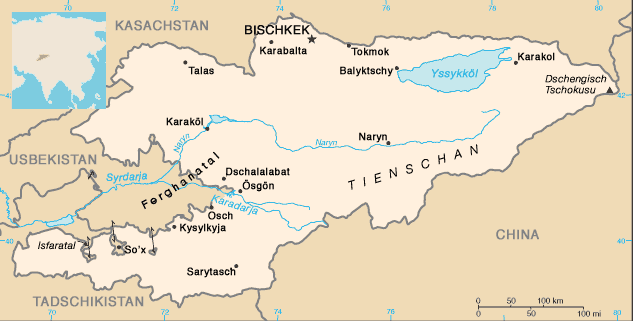
伊塞克湖

烏孫國地處天山北麓，極盛時佔有整個伊犁河流域和西天山的廣大土地，庭帳（首都）設在離今伊塞克湖南岸不遠的赤谷城。國土包括今天的新疆西北、哈薩克斯坦東南、吉爾吉斯斯坦東部及中部。烏孫國在東漢時「東與匈奴接」，《新疆圖志·建置志》說綏來（瑪納斯）「漢為烏訾離與烏孫東境」。

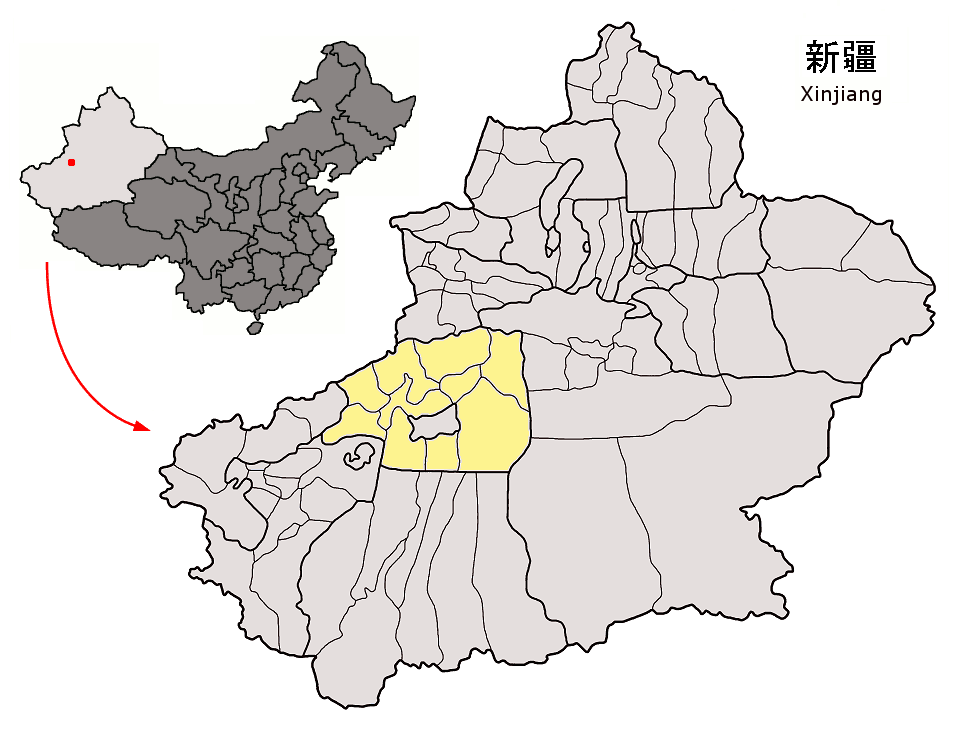
今天的阿克蘇地區

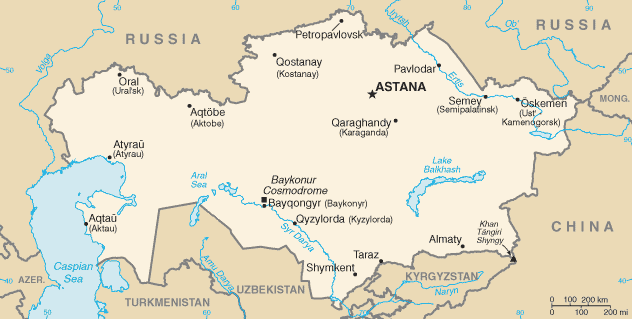
巴爾喀什湖

烏孫國南面和天山以南的塔里木盆地諸國相接。焉耆、經龜茲（庫車）、姑墨（阿克蘇）、溫宿（烏什）以北的天山山區都屬烏孫國和特克斯河流域都是烏孫國的勢力範圍。
烏孫國西面境界方面，《漢書·西域傳》稱烏孫國「西北與康居、西與大宛」相接。《西域圖志》載康居東界是在巴爾喀什湖西岸，而大宛國位於費爾干納盆地和浩罕一帶。

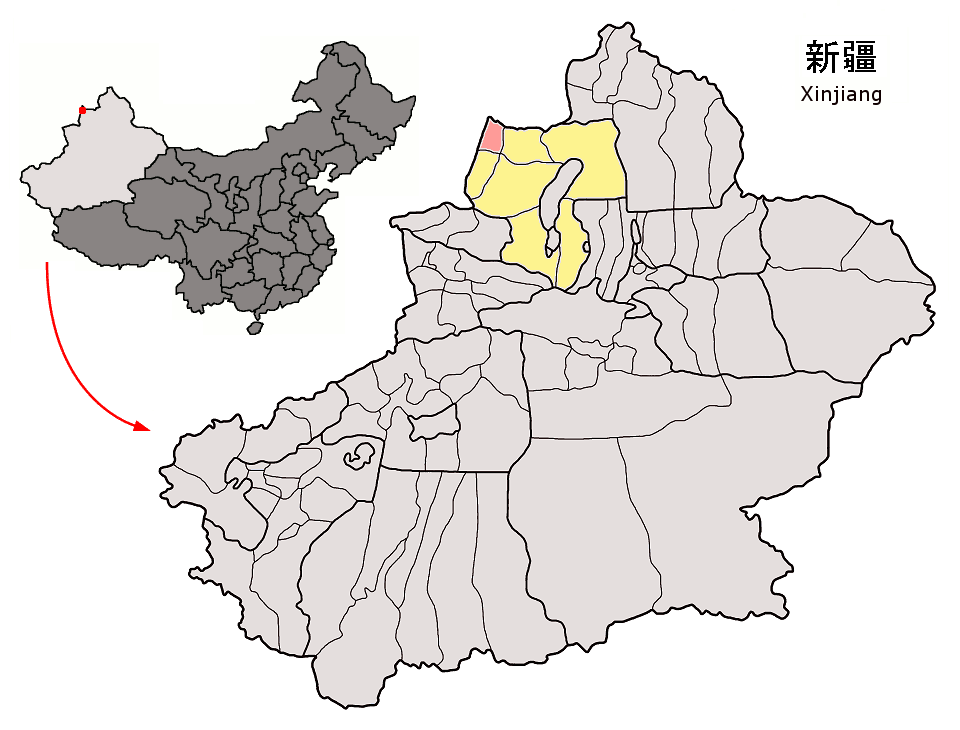
今天的塔城

前蘇聯的考古發現伊犁河北岸有大量烏孫墓葬存在，因此烏孫國的疆域曾跨越伊犁河。《西域圖志》指出「塔爾巴噶爾（即塔爾巴哈臺山，阿爾泰山南，塔城北），當屬漢匈奴、烏孫交界處」。母親為匈奴人的烏孫國貴族烏就屠在內亂時，「曾與諸翕侯俱去，居北山中，揚言母家匈奴兵來」。北山即塔爾巴哈臺山，塔爾巴哈臺山北側為匈奴勢力，分隔烏孫國及匈奴。
漢學家松田壽男認為烏孫國並不是天山北麓的國家，而是天山山中的國家。烏孫國的主體位於納林河、特克斯河和裕勒都斯河三河流域。烏孫國的勢力應該未曾達至伊塞克湖以西、楚河流域以及伊犁河上游。
天山北麓與准噶爾盆地南面之間，有一條橫貫東西的絲綢之路分支，穿越烏孫、康居。不過，漢代匈奴控制天山以北地區，路途艱險，商旅尤其是漢人很少採用。魏晉南北朝才漸漸多漢人使用。

### 人口地理
烏孫國是一個漢代西域大國，《漢書·西域傳》載：「烏孫國，大昆彌治赤谷城，去長安八千九百里。戶十二萬，口六十三萬，勝兵十八萬八千八百人……最為疆國。」。近代研究亦認同《漢書·西域傳》所載，並指出盛期時的烏孫國不論戶口、人口或兵力，遠超過其他隸屬西域都護府的西域諸國例如若羌、鄯善、疏勒、莎車、于闐、龜茲等的總和。學者估計在漢平帝登位初年，大概40%的烏孫族，約25.2萬人在現今新疆游牧。

#### 種族
有學者總結關於烏孫種屬有三種說法：一認為屬於亞利安人種，二認為屬於蒙古人種，三認為兼有兩者特徵。大部份學者偏向認為烏孫屬於亞利安人種，有中國考古學家相信烏孫兼有兩者特徵，認為烏孫偏向亞利安人種，可是並未有肯定的結論。最早说烏孙外表的是焦氏易林，说他们“乌孙氏女，深目黑丑”，深目高鼻，肤色甚黑（可能是印度人種型）。颜師古在《汉书》注释说他们其型最醜，红鬚青眼，有白人特征（可能是塞爾特人种型）。
早在19世紀下半期，俄國學者就開始了對烏孫的研究，有學者認為烏孫是操突厥語的民族。1930年代起，以伯恩斯坦姆（A. N. Bernshtam）為代表的大部份前蘇聯學者認為烏孫極可能屬於印歐語系的東伊朗語支的民族。前蘇聯考古學者庫沙耶夫（G. A. Kushaev）與伊犁考古隊隊長阿基舍夫（K. A. Akishev）合著《伊犁河流域的塞人和烏孫的古代文化》（1963年），書中總結前蘇聯在伊犁河流域及伊塞克湖的發現，約百分之八十的烏孫頭骨屬於歐羅巴種，烏孫時代那一帶的居民主要歐羅巴人。伯恩斯坦姆、庫沙耶夫與阿基舍夫相信烏孫可能是希羅多德《歷史》中的伊塞頓人。
漢學家Jarl Charpentier相信烏孫可能是薩爾馬提亞人的祖先或族人。美國學者麥高文（W. M. Mcgovern）都認為烏孫是高加索人種，並且操伊朗語。加拿大漢學家蒲立本指出大月氏應該屬於吐火羅語族，而烏孫與大月氏同樣地設立翕侯頭銜，因此烏孫與吐火羅語族可能有所連繫。日本學者羽田亨在《西域文化史》則指出烏孫操突厥語，可是不能據此就認定他們屬於突厥人種（蒙古人種）。中國社會科學院歷史研究所的中外關係史研究室主任余太山贊成烏孫屬於歐羅巴人。希羅多德所著的《歷史》載有伊塞頓人，即是波斯文獻中的塞迦（塞人），Asii是部落盟主。Asii可能是《左傳》中的允姓之戎，而烏孫可能是允姓的異譯。他推斷部分Asii很可能在前177／前176年被大月氏人從伊犁河流域迫遷至河西地區，即是漢史中的烏孫。
中國著名人類學家韓康信根據接近300個前1800年－300年出土自新疆古墓人頭骨，當地古民族的族源是多樣的。西方人種自西與及蒙古人種自東遷入新疆，以前者的遷徙比較大規模和密集。約前十世紀已經有西方人種遷至新疆，蒙古人種最早要在秦漢時期才遷入新疆。他指出從烏孫頭骨的分析結果來看，烏孫的人種成分也是複雜的，例如前蘇聯考古學家伊斯馬戈洛夫根據七河地區（巴爾喀什湖東南）出土的61個烏孫頭骨，指出當中53個歐洲人種頭骨中就有四種不同類型。形成烏孫人類學類型的基礎是歐洲人種，烏孫的體質形態上保存着原始歐洲人種（Proto-European）古歐洲人類型的特點，主要是安德洛諾沃型（Andronovo）。前蘇聯及中國考古結果顯示，烏孫以歐洲人種特徵佔優勢，但具有少量蒙古人種的特徵。
從中亞地區出土的古人類學材料證明，各地方的烏孫是體質上比較一致的種族。不同地區出土的烏孫頭骨之間，形態的一致性遠較它們的差異明顯。此外，雖然蒙古人種特徵的強弱，在不同地區出土的烏孫頭骨不完全一樣，但是差異沒有類型學的意義。到底是蒙古人種哪一支影響了烏孫的成分則尚未確實。
有些學者認為只有屬於蒙古人種的古人類遺骨自河西走廊出土，據此推斷烏孫西遷前應該是純粹的蒙古人種。烏孫在活躍於西域的時間內被逐渐同化，从蒙古人種支系類型逐步演变以歐洲人種特徵為主。这和蒙古人种的突厥人建立塞尔柱帝国被高加索人种同化的经历类似。
中華人民共和國學者錢伯泉推斷烏孫的祖先是先秦西戎部落「昆」，讀作「渾」，是西戎支族「緄戎」。烏孫王號「昆靡」，「靡」讀「mi」，突厥語的輔音「m」及「b」可以相通，因此「彌」相當於魏晉南北朝時期操突厥語民族的官號「匐」（讀 bi）。例如後趙石勒的祖先世代為部落小將「匐」，與及南北朝時期高車王阿伏至羅自號「侯婁匐勒」（hulug bir）。「侯婁匐勒」相當於後世維吾爾族及哈薩克族的「烏魯伯克」（ulug beg）。「昆靡」可以解釋為「昆人的伯克」。因此烏孫人改稱烏孫之前，自稱「昆人」。烏孫及祖先昆人的族源可以追溯至中國西北的氐人。

#### 後代
中國的《烏孫研究》提到北魏以後，沒有有關烏孫與中原政權聯繫明確史料。北魏高僧宋雲、慧生西行取經，走遍蔥嶺及其以南，不見有烏孫國。60多年後，中國進入隋朝，隋煬帝準備經營西域，令大臣裴矩向西域商人調查西域諸國情況，寫成《西域圖記》三卷, 《隋書》卷八十三《西域傳》根據《西域圖記》寫成，其中不見烏孫國。專家推斷蔥嶺烏孫部眾不多，很快被塞人（塞迦）所同化，逐漸融入蔥嶺及以南的各民族中。魏晉南北朝以後，烏孫融合在鐵勒、突厥諸部中。有俄羅斯學者認為烏孫和鄰近部族在五世紀中葉臣屬了嚈噠人。
根據俄羅斯人的意見，突厥阿史那氏的土門、室點密可汗來自烏孫的咄陸部。烏孫的獵驕麛與阿史那始祖也有被狼所救的傳說，烏孫的咄陸部與突厥也有為陣亡將士立石的習慣。俄羅斯人阿里斯托夫說他們是唐代西突厥的弩失畢部。最后一次提到烏孫是遼代烏孫国王府。哈薩克族內有名叫「烏孫」的部落，史料和出土文物證明了烏孫與同哈薩克族族源有關的諸多部族，如塞人、匈奴、月氏、康居等，曾經進行長期的文化交流，因此「烏孫是哈薩克族的族源。烏孫不僅是哈薩克族大玉兹的核心部落，而且也與哈薩克族中帳中的阿巴克克烈、克宰和穆潤及小帳中的一些部落有著血源關係。此外，有中國學者認為烏孫是除康居、奄蔡外一個哈薩克族的主要族源，哈薩克更是烏孫的對音。大帳的一些部族如杜格拉特、阿勒班、札剌亦兒、素宛也與烏孫有關。哈薩克族的主要族源是乌孙奄蔡、南北朝的曷薩、隋唐的突厥可薩。日本學者說柯爾克孜族與哈薩克族也是烏孫後人。

### 氣候

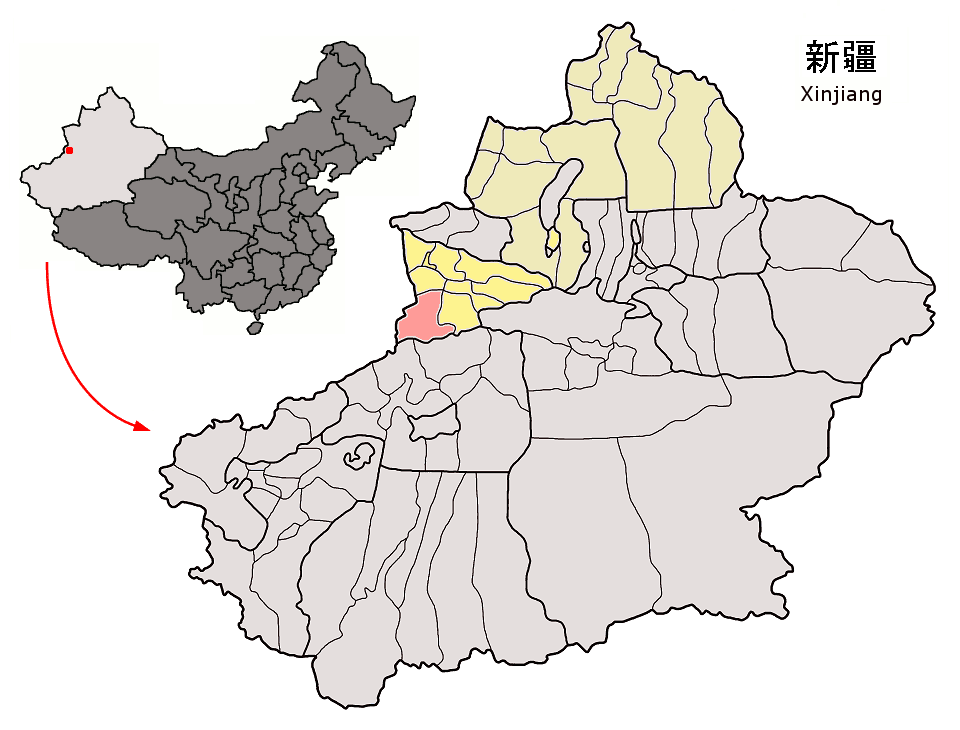
今天的昭蘇縣

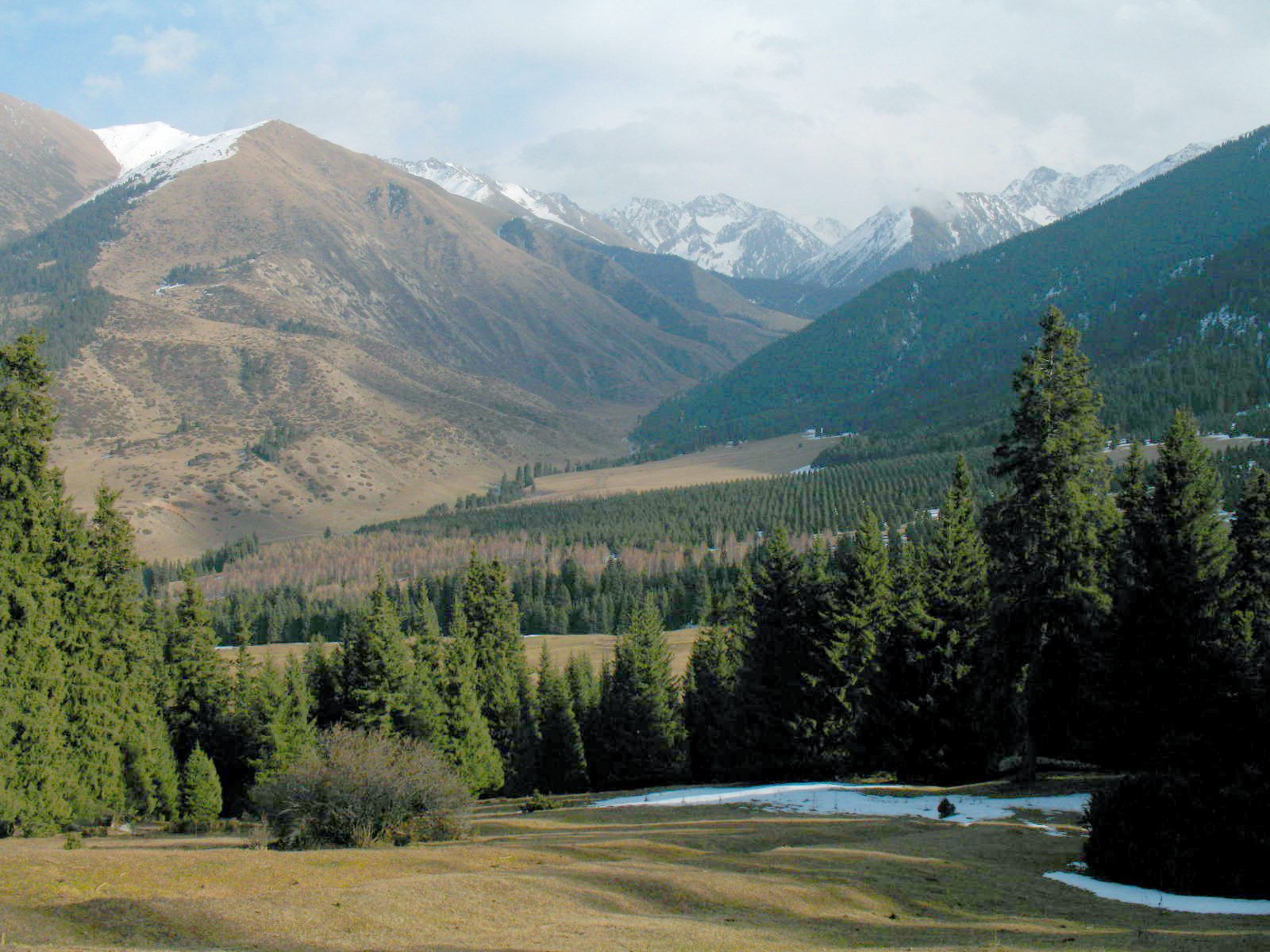
伊塞克湖鄰近的景色，最能代表「多雨，寒。山多松樠」的特質。

《漢書·西域傳》記「多雨，寒。山多松樠。」烏孫氣候與位於今天西天山山脈之間的昭蘇盆地相近，深處年雨量可以超過1000毫米，無霜期短約100天，海拔約1000米-2000米，適合放牧而不適合耕作。

## 政治制度

### 概況
烏孫國是一個氏族血緣組織與初期國家行政、軍事組織緊密結合的宗法制社會。
《漢書·西域傳》記「烏孫國，大昆彌治赤谷城，去長安八千九百里……相大祿，左右大將二人，侯三人，大將、都尉各一人，大監二人，大吏一人，舍中大吏二人，騎君一人。」烏孫國氏族血緣組織與其軍事、行政組織通常混融為一。昆莫（昆彌）是烏孫的最高統治者，其下為相、大祿，而後次第設有大將、侯至騎君諸等官職。他們多為王族後裔或親族。開國君主獵驕靡為昆莫，以長子為太子，而次子即為“大祿”。
有學者認為烏孫的軍事組織和社會組織是完全一致的。昆彌和各級翎侯，既是軍事首領，又是民政首領，牧民和首領之間，各級首領之間，都有嚴格的隸屬關係。烏孫的軍事、行政組織亦密不可分。在其“十二萬戶”的烏孫居民中，有“勝兵十八萬八千八百人”，烏孫國很有可能按戶口徵男丁為兵。

### 職權
烏孫西遷前，游牧於敦煌、祁連一帶，接近中原地區，受漢文化影響，官制制定上有參考漢制。
- 昆莫（昆彌、昆靡）：烏孫之王。三個稱謂都是一樣，「莫」與「彌」可以互換，「彌」與「靡」是同音字。「昆」、「莫」、「彌」、「靡」是烏孫語音，在古突厥語或今天的維吾爾及哈薩克社會中，「昆莫」、「昆彌」及「昆靡」可以解釋為「天子」，「靡」是「昆靡」的簡稱，烏孫統治者借天神之說駕馭臣民，所有烏孫統治者名字之後都有「靡」一字。昆靡擁有強而有力的權威與及享有甚高的尊嚴，掌握全國的政治、軍事及經濟文化之權。昆莫有一千個太陽的意思。

- 相大祿：據章太炎考證，「相」是中原的丞相，「大祿」是「相」的烏孫語音，並稱「相大祿」。相大祿位高權重，不但掌管行政，而且有兵權，職權相當於秦代的丞相及太尉。

- 左、右大將：與匈奴相同，以左為尊，左大將在右大將之上。烏孫左、右大將相當於匈奴左、右賢王以下的左、右蠡王，左、右大將均由王族成員擔任，握有一定數量的軍隊。

- 侯：又名翕侯，全國共三人，是地方的軍政長官。烏孫翕侯與大月氏翕侯同樣是部落首領，不過前者的實力比後者弱小，沒有割據一方。

- 左、右都尉：與秦的衛尉相似，《漢書·百官公卿表》：「衛尉，秦官，掌宮門衛屯兵」。

- 大監：烏孫設大監二人，職權應該與秦的御史大夫相似，掌管律法。

- 大吏：共一人，管理官員事務。

- 舍中大吏：大吏的屬官。

- 騎君：職權不明

- 譯長：掌管翻譯事務

## 社會制度

### 氏族制
烏孫也實行氏族制。昆莫以至翕侯都擁有自己的地域、民眾，是氏族社會的痕跡。《漢書·西域傳第六十六下》：「後烏就屠不盡歸諸翕侯民眾」是一項證據。
氏族首領有一定的勢力，可以凌駕昆莫的意願。《漢書·西域傳》記烏孫昆莫獵驕靡希望以長孫軍須靡為繼承人，身為大祿的次子不滿，率領部眾割據一方，獵驕靡只能妥協。軍須靡死後，兒子泥靡礙於叔父大祿的勢力，讓位給大祿的兒子翁歸靡。
原始氏族社會的部落首領議事會對族中事務有無上權威。翁歸靡原屬意有漢族血統的元貴靡為繼承人，西漢宣帝應允，烏孫貴族卻能違抗兩人的意願擁立帶有匈奴血統的泥靡為昆彌，是原始氏族制議事會的遺存。

### 繼承制度
烏孫的繼承制度與現代意義上的繼承制度有別，除了財產繼承外，偏向指被繼承者的家族地位與及社會地位的繼承。財產繼承與烏孫家庭分居制密不可分。分居制下，當烏孫男子成年後，父親會分一部份財產給他自立門戶。父親的財產通常屬於最後一位與自己同住的兒子，通常是幼子。
一般而言，被繼承者生前的家庭身份、官職及妻妾（後母）會由長子繼承。不過，長子繼承制並不是唯一繼承制度，「子以母貴」是可能的。此外，未成年的兒子沒有繼承權，因此當被繼承者的兒子尚未成年，繼承權將屬於被繼承者的兄弟。如果繼承者因種種原因未能繼承，繼承權將由未能繼承者的兄弟獲得，甚少行長孫繼承制。

### 收繼婚
烏孫跟匈奴一樣，實行轉房制度，是原始部落群婚制的遺存，群婚制沒有配偶的觀念，婦女屬於整個部落的男子。寡婦由繼承者（繼子）或夫家親屬收繼。主要原因有三。
- 烏孫各部落散落在遼闊的草原上，相隔甚遠，西域諸國之間又常有征戰，因此烏孫人對外非常封閉，家庭成員之間的關係則非常緊密。

- 不同部落的男女甚少有機會接觸，令喪偶的婦女改嫁困難，大多被夫家的部落成員收繼。

- 在烏孫，生產以家族為單位，收繼婚的實行保持家族完整和穩定。

倘若繼承者的生母年紀老邁，她常會由繼承者負責贍養；年輕的就會在夫家家族內改嫁。

## 經濟

### 畜牧業
烏孫國實行游牧經濟，游牧於伊犁河、楚河流淢，包括特克斯河和裕勒都斯河流域在內。
烏孫國的地理環境相當適合畜牧業，因此畜牧業發達。伊犁草原地勢平坦，有肥沃的黑鈣土及栗鈣土，植被相當茂盛，是優良的草場。此外，草原的微氣候很適合放牧。較高的地方氣候在夏天比較涼爽，朝陽的谷地在冬天比較暖和，牧民能夠因應氣候轉換放牧的地方，牧草亦因此得到恢復。
烏孫國盛產馬匹，《漢書·西域傳第六十六》：「國多馬，富人至四五千匹」。烏孫國的馬匹品種優良，是僅次大宛馬的「西極」。除馬以外，牧畜有羊、牛、驢、駱駝、犬等，以羊居多。雌栗靡為昆彌的時候，烏孫國臻於最盛時期，估計全國牲畜數量高達453.6萬頭，牲畜數量大致與清初游牧於伊犁河流域的准噶爾人相同。

### 農業
烏孫國也兼營農業。中國考古人員在伊犁昭蘇一座烏孫墓中，發掘出一件西漢鐵鏵（犁耕用）。西漢軍隊曾在烏孫國屯田，《漢書·西域傳》載：「漢復遣長羅侯惠（常惠）將三校屯赤谷」，烏孫很有可能在漢軍的影響下，引入農耕。
前蘇聯學者在五十年代期間在伊犁河右岸研究多個烏孫墓地，相信烏孫社會有逐漸由游牧轉向農耕定居的趨勢，前蘇聯烏孫考古工作報告提及穀物及農作和糧食加工工具被出土，例如青銅鐮刀、石磨盤、石碾等。早期墓葬（前300年－前200年）多見羊骨，而後期墓葬（200年－300年）少見羊骨，因此前蘇聯學者認為烏孫國後期倚重農耕多於畜牧。不過，《西域通史》指出既然烏孫被柔然逐出伊犁河流域後，能夠單以游牧為生，農耕應該由此至終都只是烏孫的副業。
烏孫兼營農耕相信受到柔然的入侵而中止，《魏書·西域傳》載：「烏孫國……其國數為蠕蠕所侵，西徙蔥嶺山中，無城郭，隨畜牧逐水草」。
近年哈薩克學者和美國學者曾經合作，在位於哈薩克斯坦阿拉木圖州塔爾加爾西北12公里Tuzusai的一個塞克（塞迦）／烏孫時期的居住遺址進行考古調查（Kazakh－American Talgar Project，1994年－1996年）。游牧民族的經濟生活不一定不平衡，未必要倚靠實行農業經濟的民族提供農產品才能夠生活。Tuzusai位於Talgar River的沖積扇，烏孫聚居時期（約前300年－200年）氣候溫和，表土肥力高，非常適合種植穀類植物。
當時當地的年雨量比現在高，考古人員發現來自稻殼的矽，烏孫很可能曾經種植稻米。Tuzusai鄰近费尔干纳盆地，貴霜人曾經在盆地建立完善的灌溉系統種植稻米及其他農作物。烏孫和月氏有過接觸，烏孫可從貴霜人得到稻米的種子。

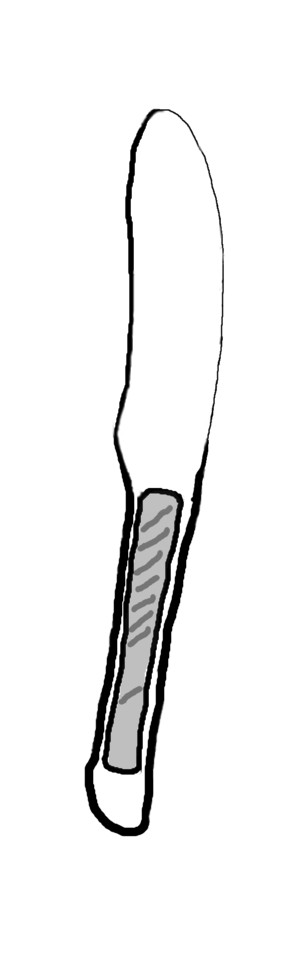
銅刀

### 手工業

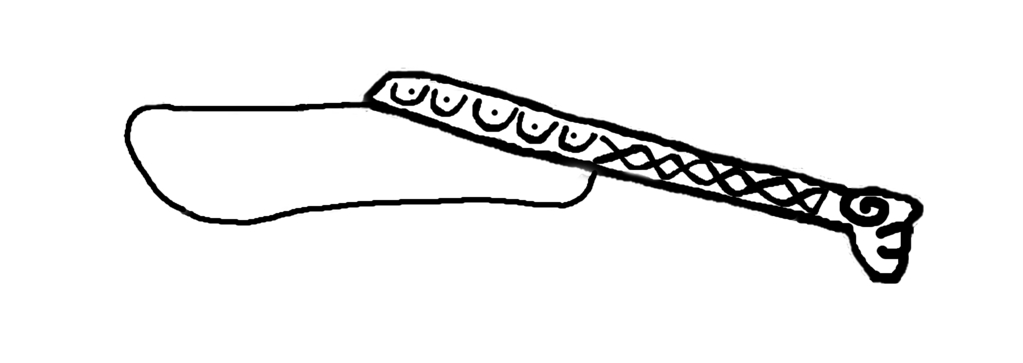
銅刀

烏孫國國內手工業有一定規模，可以進行鑄冶、製陶和毛紡織等。
烏孫國內有金屬礦產資源，文獻記載西天山有銅、鐵礦，新疆伊犁尼勒克縣奴拉賽山有距今約2600年的春秋煉銅遺址。學者相信西漢的科技被傳入烏孫，並改善了當地的工藝水平。金屬冶煉在烏孫國並不單是家庭副業，而是一門重要的手工業，烏孫中期後墓葬普遍有日常生活常見的小鐵刀、鐵錐，還有環首鐵刀、鐵劍，銅器諸如青銅錐、小銅飾、銅碗等。墓壁及槨木有金屬斧、鏟、鑿的加工痕跡，證明烏孫工匠使用金屬工具。七河地區（巴爾喀什湖東南）東部鄧立克（Tenlik）有一個烏孫時期的高級武士墓葬，他的衣服上飾有約100片精緻的金質浮雕。

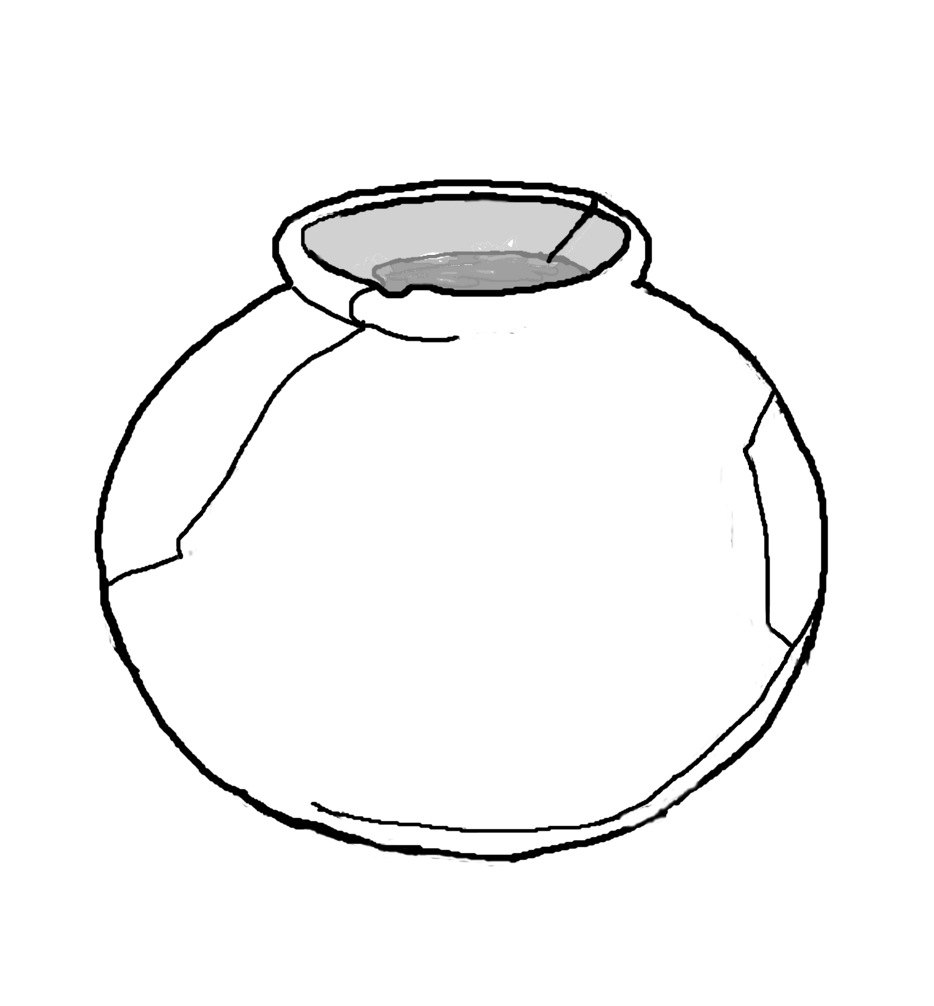
陶罐

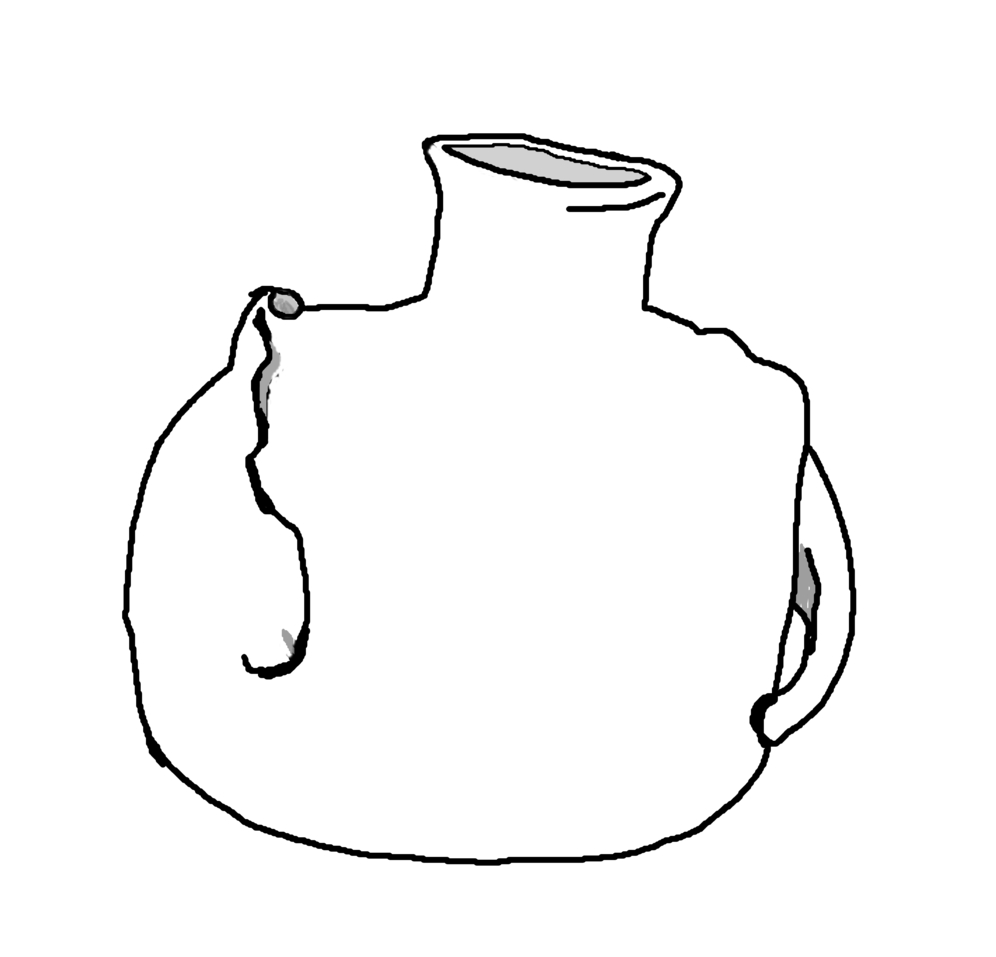
燭形壺

早期的陶器製作主要是家庭作業，陶器比較粗糙，中期以後技術進步，陶器製作成為社會上獨立的行業。出土陶器中包括食具，反映烏孫已經脫離茹毛飲血的生活方式。此外，鑄造金屬器具需要陶製模具，陶器製作的進步對鑄造技術的發展有一定的幫助。烏孫的燭形壺與在陝西關中戰國秦墓出土的燭形壺很相似。燭形壺在戰國秦墓具有特征性，秦文化傳至甘肅東部，而烏孫曾經在河西走廊活動過，兩者的經濟生活可能有連繫。
毛布紡織是所有牧民家庭必須掌握的一種副業，因此烏孫理所當然有毛紡織。細君公主所作的《黃鵠歌》提到烏孫「穹廬為室兮旃為牆」，烏孫的穹廬形的氈幕，至今都是游牧民族主要的居住形式。由於氣候潮濕多雨，伊犁地區的烏孫墓葬中只有為數不多的毛織物。不過，烏孫社會內存在毛紡織工藝是肯定的。除此之外，烏孫墓葬中有編蓆的印痕，說明草蓆編製工藝可能在烏孫社會內存在。

## 文化交流
有關方面的史料相當不足，大多倚靠專家的推測。

### 烏孫與匈奴
烏孫與匈奴關係緊密，西漢時曾經倚靠匈奴的勢力復國、發展。《漢書·西域傳》載：「烏孫國……與匈奴同俗。」，「俗」不單指風俗習慣，烏孫應該還吸收、仿效匈奴的社會經濟與及政治制度。

### 烏孫與西漢
細君公主遠嫁烏孫，西漢朝廷盡可能的縮短烏孫與西漢間的距離，《漢書·西域傳》：「為（細君公主）備官屬，有宦官待御數百人」，細君公主在烏孫「自治宮室居」，西漢朝廷又「間歲遣使者持帷帳錦繡給遺焉」，對烏孫文化產生影響。
解憂公主的和親團中有各方面的工匠，女兒弟史又在烏孫學習漢地音樂，與此同時，烏孫文化傳至漢地，宮廷有專人教授烏孫語。

### 烏孫與西域諸國
在西漢期間，有一些烏孫貴族統率自己的部落南下葱嶺，建立起數個小國，分別是休循國、捐毒國、尉頭國及無雷國。《漢書·西域傳第六十六上》載：「休循國，王治鳥飛谷，在蔥嶺西……民俗衣服類烏孫，因畜隨水草，本故塞種也」，「捐毒國，王治衍敦谷……南與蔥嶺屬，無人民。西上蔥嶺，則休循也……北與烏孫接。衣服類烏孫，隨水草，依蔥嶺，本塞種也」。休循國及捐毒國本來是塞人居住的地方，烏孫部落遷入後融合了他們，塞人改穿烏孫服飾。尉頭國立國前後情況與休循國和捐毒國相同。無雷國的原居民「衣服類烏孫，俗與子合同」，不是塞人，同樣地很快被烏孫部落融和了。
莎車與烏孫的關係很密切，莎車王經常和烏孫昆莫會面。西漢宣帝時年老的莎車王無子，因為寵愛烏孫昆莫翁歸靡與解憂公主幼子萬年，所以遺命立他為繼承人。兩國特殊的關係，莎車國國內一定有烏孫移民，帶入烏孫文化。

## 烏孫國昆彌年表
| 昆彌                                       | 在位时间           |
| ------------------------------------------ | ------------------ |
| 獵驕靡                                     | 前117年—約前104年  |
| 軍須靡                                     | 約前104年—約前93年 |
| 翁歸靡                                     | 約前93年—前60年    |
| 泥靡                                       | 前60年—前53年      |
| 前53年（宣帝甘露元年），宣帝冊立大、小昆彌 |                    |

| 大昆彌                   | 在位时间      |
| ------------------------ | ------------- |
| 元貴靡                   | 前53年—前51年 |
| 星靡                     | 前51年—前33年 |
| 雌栗靡                   | 前33年—前16年 |
| 伊秩靡                   | 前16年—？     |
| 王莽時猶存，以後世系不明 |               |

| 小昆彌                   | 在位时间      |
| ------------------------ | ------------- |
| 烏就屠                   | 前53年—前33年 |
| 拊離                     | 前33年—前30年 |
| 安日                     | 前30年—前17年 |
| 末振將                   | 前17年—前12年 |
| 安犁靡                   | 前11年—？     |
| 王莽時猶存，以後世系不明 |               |

### 世系图
|   |   |   |   |        |        |        |        |                     |                     |                     |                     |                     |                     |              |              |              |              |        |        |        |        |  |  |                  |                  |                  |                  |                  |                  |        |        | 难兜靡           |                  |                  |                  |                  |                  |  |  |             |             |             |             |                     |                     |                     |                     |                     |                     |      |      |      |      |  |  |                |                |                |                |                |                |  |  |                  |                  |                  |                  |                  |                  |  |  |        |        |        |        |        |        |  |  |  |  |  |  |  |  |  |  |  |  |  |  |  |  |  |  |  |  |  |  |  |  |  |  |  |  |  |  |  |  |  |  |  |  |
|   |   |   |   |        |        |        |        |                     |                     |                     |                     |                     |                     |              |              |              |              |        |        |        |        |  |  |                  |                  |                  |                  |                  |                  |        |        |                  |                  |                  |                  |                  |                  |  |  |             |             |             |             |                     |                     |                     |                     |                     |                     |      |      |      |      |  |  |                |                |                |                |                |                |  |  |                  |                  |                  |                  |                  |                  |  |  |        |        |        |        |        |        |  |  |  |  |  |  |  |  |  |  |  |  |  |  |  |  |  |  |  |  |  |  |  |  |  |  |  |  |  |  |  |  |  |  |  |  |
|   |   |   |   |        |        |        |        |                     |                     |                     |                     |                     |                     |              |              |              |              |        |        |        |        |  |  |                  |                  |                  |                  |                  |                  |        |        | 猎骄靡 前117-？  |                  |                  |                  |                  |                  |  |  |             |             |             |             |                     |                     |                     |                     |                     |                     |      |      |      |      |  |  |                |                |                |                |                |                |  |  |                  |                  |                  |                  |                  |                  |  |  |        |        |        |        |        |        |  |  |  |  |  |  |  |  |  |  |  |  |  |  |  |  |  |  |  |  |  |  |  |  |  |  |  |  |  |  |  |  |  |  |  |  |
|   |   |   |   |        |        |        |        |                     |                     |                     |                     |                     |                     |              |              |              |              |        |        |        |        |  |  |                  |                  |                  |                  |                  |                  |        |        |                  |                  |                  |                  |                  |                  |  |  |             |             |             |             |                     |                     |                     |                     |                     |                     |      |      |      |      |  |  |                |                |                |                |                |                |  |  |                  |                  |                  |                  |                  |                  |  |  |        |        |        |        |        |        |  |  |  |  |  |  |  |  |  |  |  |  |  |  |  |  |  |  |  |  |  |  |  |  |  |  |  |  |  |  |  |  |  |  |  |  |
|   |   |   |   |        |        |        |        |                     |                     |                     |                     |                     |                     |              |              |              |              |        |        |        |        |  |  |                  |                  |                  |                  |                  |                  |        |        |                  |                  |                  |                  |                  |                  |  |  |             |             |             |             |                     |                     |                     |                     |                     |                     |      |      |      |      |  |  |                |                |                |                |                |                |  |  |                  |                  |                  |                  |                  |                  |  |  |        |        |        |        |        |        |  |  |  |  |  |  |  |  |  |  |  |  |  |  |  |  |  |  |  |  |  |  |  |  |  |  |  |  |  |  |  |  |  |  |  |  |
|   |   |   |   |        |        |        |        |                     |                     |                     |                     | 太子                | 太子                | 太子         | 太子         | 太子         | 太子         |        |        |        |        |  |  |                  |                  |                  |                  |                  |                  |        |        |                  |                  |                  |                  |                  |                  |  |  |             |             |             |             | 大禄                | 大禄                | 大禄                | 大禄                | 大禄                | 大禄                |      |      |      |      |  |  |                |                |                |                |                |                |  |  |                  |                  |                  |                  |                  |                  |  |  |        |        |        |        |        |        |  |  |  |  |  |  |  |  |  |  |  |  |  |  |  |  |  |  |  |  |  |  |  |  |  |  |  |  |  |  |  |  |  |  |  |  |
|   |   |   |   |        |        |        |        |                     |                     |                     |                     | 太子                | 太子                | 太子         | 太子         | 太子         | 太子         |        |        |        |        |  |  |                  |                  |                  |                  |                  |                  |        |        |                  |                  |                  |                  |                  |                  |  |  |             |             |             |             | 大禄                | 大禄                | 大禄                | 大禄                | 大禄                | 大禄                |      |      |      |      |  |  |                |                |                |                |                |                |  |  |                  |                  |                  |                  |                  |                  |  |  |        |        |        |        |        |        |  |  |  |  |  |  |  |  |  |  |  |  |  |  |  |  |  |  |  |  |  |  |  |  |  |  |  |  |  |  |  |  |  |  |  |  |
|   |   |   |   | □      | □      | □      | □      | □                   | □                   |                     |                     | 军须靡 ？-？        | 军须靡 ？-？        | 军须靡 ？-？ | 军须靡 ？-？ | 军须靡 ？-？ | 军须靡 ？-？ |        |        |        |        |  |  |                  |                  |                  |                  | 刘解忧           | 刘解忧           | 刘解忧 | 刘解忧 | 刘解忧           | 刘解忧           |                  |                  |                  |                  |  |  |             |             |             |             | 肥王 翁归靡 ？-前60 | 肥王 翁归靡 ？-前60 | 肥王 翁归靡 ？-前60 | 肥王 翁归靡 ？-前60 | 肥王 翁归靡 ？-前60 | 肥王 翁归靡 ？-前60 |      |      |      |      |  |  |                |                |                |                |                |                |  |  |                  |                  |                  |                  |                  |                  |  |  | □      | □      | □      | □      | □      | □      |  |  |  |  |  |  |  |  |  |  |  |  |  |  |  |  |  |  |  |  |  |  |  |  |  |  |  |  |  |  |  |  |  |  |  |  |
|   |   |   |   | □      | □      | □      | □      | □                   | □                   |                     |                     | 军须靡 ？-？        | 军须靡 ？-？        | 军须靡 ？-？ | 军须靡 ？-？ | 军须靡 ？-？ | 军须靡 ？-？ |        |        |        |        |  |  |                  |                  |                  |                  | 刘解忧           | 刘解忧           | 刘解忧 | 刘解忧 | 刘解忧           | 刘解忧           |                  |                  |                  |                  |  |  |             |             |             |             | 肥王 翁归靡 ？-前60 | 肥王 翁归靡 ？-前60 | 肥王 翁归靡 ？-前60 | 肥王 翁归靡 ？-前60 | 肥王 翁归靡 ？-前60 | 肥王 翁归靡 ？-前60 |      |      |      |      |  |  |                |                |                |                |                |                |  |  |                  |                  |                  |                  |                  |                  |  |  | □      | □      | □      | □      | □      | □      |  |  |  |  |  |  |  |  |  |  |  |  |  |  |  |  |  |  |  |  |  |  |  |  |  |  |  |  |  |  |  |  |  |  |  |  |
|   |   |   |   |        |        |        |        |                     |                     |                     |                     |                     |                     |              |              |              |              |        |        |        |        |  |  |                  |                  |                  |                  |                  |                  |        |        |                  |                  |                  |                  |                  |                  |  |  |             |             |             |             |                     |                     |                     |                     |                     |                     |      |      |      |      |  |  |                |                |                |                |                |                |  |  |                  |                  |                  |                  |                  |                  |  |  |        |        |        |        |        |        |  |  |  |  |  |  |  |  |  |  |  |  |  |  |  |  |  |  |  |  |  |  |  |  |  |  |  |  |  |  |  |  |  |  |  |  |
|   |   |   |   |        |        |        |        |                     |                     |                     |                     |                     |                     |              |              |              |              |        |        |        |        |  |  |                  |                  |                  |                  |                  |                  |        |        |                  |                  |                  |                  |                  |                  |  |  |             |             |             |             |                     |                     |                     |                     |                     |                     |      |      |      |      |  |  |                |                |                |                |                |                |  |  |                  |                  |                  |                  |                  |                  |  |  |        |        |        |        |        |        |  |  |  |  |  |  |  |  |  |  |  |  |  |  |  |  |  |  |  |  |  |  |  |  |  |  |  |  |  |  |  |  |  |  |  |  |
| □ | □ | □ | □ | □      | □      |        |        | 狂王 泥靡 前60-前53 | 狂王 泥靡 前60-前53 | 狂王 泥靡 前60-前53 | 狂王 泥靡 前60-前53 | 狂王 泥靡 前60-前53 | 狂王 泥靡 前60-前53 |              |              | 刘解忧       | 刘解忧       | 刘解忧 | 刘解忧 | 刘解忧 | 刘解忧 |  |  | 元贵靡 前53-前51 | 元贵靡 前53-前51 | 元贵靡 前53-前51 | 元贵靡 前53-前51 | 元贵靡 前53-前51 | 元贵靡 前53-前51 |        |        | 莎车王 万年      | 莎车王 万年      | 莎车王 万年      | 莎车王 万年      | 莎车王 万年      | 莎车王 万年      |  |  | 左大将 大乐 | 左大将 大乐 | 左大将 大乐 | 左大将 大乐 | 左大将 大乐         | 左大将 大乐         |                     |                     | 弟史                | 弟史                | 弟史 | 弟史 | 弟史 | 弟史 |  |  | 素光           | 素光           | 素光           | 素光           | 素光           | 素光           |  |  | 乌就屠 前53-前33 | 乌就屠 前53-前33 | 乌就屠 前53-前33 | 乌就屠 前53-前33 | 乌就屠 前53-前33 | 乌就屠 前53-前33 |  |  |        |        |        |        |        |        |  |  |  |  |  |  |  |  |  |  |  |  |  |  |  |  |  |  |  |  |  |  |  |  |  |  |  |  |  |  |  |  |  |  |  |  |
| □ | □ | □ | □ | □      | □      |        |        | 狂王 泥靡 前60-前53 | 狂王 泥靡 前60-前53 | 狂王 泥靡 前60-前53 | 狂王 泥靡 前60-前53 | 狂王 泥靡 前60-前53 | 狂王 泥靡 前60-前53 |              |              | 刘解忧       | 刘解忧       | 刘解忧 | 刘解忧 | 刘解忧 | 刘解忧 |  |  | 元贵靡 前53-前51 | 元贵靡 前53-前51 | 元贵靡 前53-前51 | 元贵靡 前53-前51 | 元贵靡 前53-前51 | 元贵靡 前53-前51 |        |        | 莎车王 万年      | 莎车王 万年      | 莎车王 万年      | 莎车王 万年      | 莎车王 万年      | 莎车王 万年      |  |  | 左大将 大乐 | 左大将 大乐 | 左大将 大乐 | 左大将 大乐 | 左大将 大乐         | 左大将 大乐         |                     |                     | 弟史                | 弟史                | 弟史 | 弟史 | 弟史 | 弟史 |  |  | 素光           | 素光           | 素光           | 素光           | 素光           | 素光           |  |  | 乌就屠 前53-前33 | 乌就屠 前53-前33 | 乌就屠 前53-前33 | 乌就屠 前53-前33 | 乌就屠 前53-前33 | 乌就屠 前53-前33 |  |  |        |        |        |        |        |        |  |  |  |  |  |  |  |  |  |  |  |  |  |  |  |  |  |  |  |  |  |  |  |  |  |  |  |  |  |  |  |  |  |  |  |  |
|   |   |   |   |        |        |        |        |                     |                     |                     |                     |                     |                     |              |              |              |              |        |        |        |        |  |  |                  |                  |                  |                  |                  |                  |        |        |                  |                  |                  |                  |                  |                  |  |  |             |             |             |             |                     |                     |                     |                     |                     |                     |      |      |      |      |  |  |                |                |                |                |                |                |  |  |                  |                  |                  |                  |                  |                  |  |  |        |        |        |        |        |        |  |  |  |  |  |  |  |  |  |  |  |  |  |  |  |  |  |  |  |  |  |  |  |  |  |  |  |  |  |  |  |  |  |  |  |  |
|   |   |   |   |        |        |        |        |                     |                     |                     |                     |                     |                     |              |              |              |              |        |        |        |        |  |  |                  |                  |                  |                  |                  |                  |        |        |                  |                  |                  |                  |                  |                  |  |  |             |             |             |             |                     |                     |                     |                     |                     |                     |      |      |      |      |  |  |                |                |                |                |                |                |  |  |                  |                  |                  |                  |                  |                  |  |  |        |        |        |        |        |        |  |  |  |  |  |  |  |  |  |  |  |  |  |  |  |  |  |  |  |  |  |  |  |  |  |  |  |  |  |  |  |  |  |  |  |  |
|   |   |   |   | 细沈瘦 | 细沈瘦 | 细沈瘦 | 细沈瘦 | 细沈瘦              | 细沈瘦              |                     |                     | 鸱靡                | 鸱靡                | 鸱靡         | 鸱靡         | 鸱靡         | 鸱靡         |        |        |        |        |  |  | 星靡 前51-前33   | 星靡 前51-前33   | 星靡 前51-前33   | 星靡 前51-前33   | 星靡 前51-前33   | 星靡 前51-前33   |        |        | 伊秩靡 前16年—？ | 伊秩靡 前16年—？ | 伊秩靡 前16年—？ | 伊秩靡 前16年—？ | 伊秩靡 前16年—？ | 伊秩靡 前16年—？ |  |  |             |             |             |             |                     |                     |                     |                     |                     |                     |      |      |      |      |  |  |                |                |                |                |                |                |  |  | 拊离 前33-前30   | 拊离 前33-前30   | 拊离 前33-前30   | 拊离 前33-前30   | 拊离 前33-前30   | 拊离 前33-前30   |  |  | 日贰   | 日贰   | 日贰   | 日贰   | 日贰   | 日贰   |  |  |  |  |  |  |  |  |  |  |  |  |  |  |  |  |  |  |  |  |  |  |  |  |  |  |  |  |  |  |  |  |  |  |  |  |
|   |   |   |   | 细沈瘦 | 细沈瘦 | 细沈瘦 | 细沈瘦 | 细沈瘦              | 细沈瘦              |                     |                     | 鸱靡                | 鸱靡                | 鸱靡         | 鸱靡         | 鸱靡         | 鸱靡         |        |        |        |        |  |  | 星靡 前51-前33   | 星靡 前51-前33   | 星靡 前51-前33   | 星靡 前51-前33   | 星靡 前51-前33   | 星靡 前51-前33   |        |        | 伊秩靡 前16年—？ | 伊秩靡 前16年—？ | 伊秩靡 前16年—？ | 伊秩靡 前16年—？ | 伊秩靡 前16年—？ | 伊秩靡 前16年—？ |  |  |             |             |             |             |                     |                     |                     |                     |                     |                     |      |      |      |      |  |  |                |                |                |                |                |                |  |  | 拊离 前33-前30   | 拊离 前33-前30   | 拊离 前33-前30   | 拊离 前33-前30   | 拊离 前33-前30   | 拊离 前33-前30   |  |  | 日贰   | 日贰   | 日贰   | 日贰   | 日贰   | 日贰   |  |  |  |  |  |  |  |  |  |  |  |  |  |  |  |  |  |  |  |  |  |  |  |  |  |  |  |  |  |  |  |  |  |  |  |  |
|   |   |   |   |        |        |        |        |                     |                     |                     |                     |                     |                     |              |              |              |              |        |        |        |        |  |  |                  |                  |                  |                  |                  |                  |        |        |                  |                  |                  |                  |                  |                  |  |  |             |             |             |             |                     |                     |                     |                     |                     |                     |      |      |      |      |  |  |                |                |                |                |                |                |  |  |                  |                  |                  |                  |                  |                  |  |  |        |        |        |        |        |        |  |  |  |  |  |  |  |  |  |  |  |  |  |  |  |  |  |  |  |  |  |  |  |  |  |  |  |  |  |  |  |  |  |  |  |  |
|   |   |   |   |        |        |        |        |                     |                     |                     |                     |                     |                     |              |              |              |              |        |        |        |        |  |  | 雌栗靡 前33-前16 | 雌栗靡 前33-前16 | 雌栗靡 前33-前16 | 雌栗靡 前33-前16 | 雌栗靡 前33-前16 | 雌栗靡 前33-前16 |        |        |                  |                  |                  |                  |                  |                  |  |  |             |             |             |             |                     |                     |                     |                     |                     |                     |      |      |      |      |  |  | 安日 前30-前17 | 安日 前30-前17 | 安日 前30-前17 | 安日 前30-前17 | 安日 前30-前17 | 安日 前30-前17 |  |  | 末振将 前17-前12 | 末振将 前17-前12 | 末振将 前17-前12 | 末振将 前17-前12 | 末振将 前17-前12 | 末振将 前17-前12 |  |  | 卑爰疐 | 卑爰疐 | 卑爰疐 | 卑爰疐 | 卑爰疐 | 卑爰疐 |  |  |  |  |  |  |  |  |  |  |  |  |  |  |  |  |  |  |  |  |  |  |  |  |  |  |  |  |  |  |  |  |  |  |  |  |
|   |   |   |   |        |        |        |        |                     |                     |                     |                     |                     |                     |              |              |              |              |        |        |        |        |  |  | 雌栗靡 前33-前16 | 雌栗靡 前33-前16 | 雌栗靡 前33-前16 | 雌栗靡 前33-前16 | 雌栗靡 前33-前16 | 雌栗靡 前33-前16 |        |        |                  |                  |                  |                  |                  |                  |  |  |             |             |             |             |                     |                     |                     |                     |                     |                     |      |      |      |      |  |  | 安日 前30-前17 | 安日 前30-前17 | 安日 前30-前17 | 安日 前30-前17 | 安日 前30-前17 | 安日 前30-前17 |  |  | 末振将 前17-前12 | 末振将 前17-前12 | 末振将 前17-前12 | 末振将 前17-前12 | 末振将 前17-前12 | 末振将 前17-前12 |  |  | 卑爰疐 | 卑爰疐 | 卑爰疐 | 卑爰疐 | 卑爰疐 | 卑爰疐 |  |  |  |  |  |  |  |  |  |  |  |  |  |  |  |  |  |  |  |  |  |  |  |  |  |  |  |  |  |  |  |  |  |  |  |  |
|   |   |   |   |        |        |        |        |                     |                     |                     |                     |                     |                     |              |              |              |              |        |        |        |        |  |  |                  |                  |                  |                  |                  |                  |        |        |                  |                  |                  |                  |                  |                  |  |  |             |             |             |             |                     |                     |                     |                     |                     |                     |      |      |      |      |  |  | 安犁靡 前11-？ | 安犁靡 前11-？ | 安犁靡 前11-？ | 安犁靡 前11-？ | 安犁靡 前11-？ | 安犁靡 前11-？ |  |  | 番丘             | 番丘             | 番丘             | 番丘             | 番丘             | 番丘             |  |  | 趋逯   | 趋逯   | 趋逯   | 趋逯   | 趋逯   | 趋逯   |  |  |  |  |  |  |  |  |  |  |  |  |  |  |  |  |  |  |  |  |  |  |  |  |  |  |  |  |  |  |  |  |  |  |  |  |

### 學術論文
- 洪濤，關於烏孫研究的幾個問題，中央人民大學學報，1994年2期，22-26,94頁
- 洪濤，烏孫國官制考，西域研究，1997年3期，70-72頁
- 贾合甫·米爾扎汗，烏孫與哈薩克族的源流關係，西域研究，2006年2期，99-102頁
- 廖楊，烏孫族的宗法統治述論，伊犁師範學院學報，2003年3期，62-64頁
- 錢伯泉，烏孫和月氏在河西的故地及其西遷的經過，敦煌研究，1994年4期，104-112頁
- 錢伯泉，烏孫的種族及其遷徙，西域研究，1997年4期，28-39頁
- 錢伯泉，哈薩克族的族源和族名含義研究，新疆大學學報（哲學人文社會科學版），2006年第34卷4期，78-85頁
- 錢伯泉，烏孫的西遷、擴散和消失，新疆社會科學，2006年5期，115-121頁
- 王炳華，烏孫王難兜靡死於大月氏考//《絲綢之路考古硏究》，王炳華等著，王炳華編，新疆人民出版社，1993年，ISBN 978-7-228-02097-3
- 武沐、王希隆，對烏孫收繼婚制度的再認識，西域研究，2003年4期，104-111頁
- 薛宗正，柔然汗國的興亡──兼論丁零、鐵勒系族群的西遷與崛起，西域研究，1995年3期，37－46頁

- A. M., Rosen; C. Chang, F. P. Grigoriev (September 2000). "Palaeoenvironments and economy of Iron Age Saka-Wusun agro-pastoralists in southeastern Kazakhstan". Antiquity 74 (285): 611-623.
- C. Chang, P. A. Tourtellotte．“The role of agro-pastoralism in the evolution of steppe culture in the Semirechye area of southern Kazakhstan during the Saka/Wusun period (600 BC- AD 400)”，V. Mair, A.H. Zhimin & E. Kuzmina：Bronze and early Iron Age archaeology of eastern Central Asia[1998]，1，Washington, D.C.：Intitute for the Study of Man in collaboration with the University of Pennsylvania Museum Publications，264-279．ISBN 978-0-941694-63-6．
- E. G. Pulleyblank, （2002）．“The Wu-sun and Sakas and the Yüeh-Chih migration（first published in Bulletin of the School of Oriental and African Studies, University of London, Vol. 33, No. 1, In Honour of Sir Harold Bailey (1970)）”，Central Asia and non-Chinese peoples of ancient China，Varioum collected studies series，Ashgate Publishing ISBN 978-0-86078-859-1
- E. G. Pulleyblank, （2002）．“XII.Why Tocharians?（first published in The Journal of Indo-European Studies, vol. 23, No.3/4（1995））”，Central Asia and non-Chinese peoples of ancient China，Varioum collected studies series，Ashgate Publishing ISBN 978-0-86078-859-1
- Kang-hsin, Han．“The Physical Anthropology of the Ancient Populations of the Tarim Basin and Surrounding Areas”，V. Mair, A.H. Zhimin & E. Kuzmina：Bronze and early Iron Age archaeology of eastern Central Asia[1998]，1，Washington, D.C.：Intitute for the Study of Man in collaboration with the University of Pennsylvania Museum Publications，558-570．ISBN 978-0-941694-63-6.

## 延伸阅读
[在维基数据编辑]
 《欽定古今圖書集成·方輿彙編·邊裔典·烏孫部》，出自陈梦雷《古今圖書集成》
 《史記/卷123》，出自司馬遷《史記》
 《魏書·卷102》，出自魏收《魏书》
 《北史·卷097》，出自李延壽《北史》